# María Elena Medina-Mora Icaza
María Elena Teresa Medina-Mora Icaza (3 de octubre de 1951, Ciudad de México) es una psicóloga mexicana. Se ha especializado en epidemiología y en los factores psicosociales relacionados con las adicciones y con la salud mental. Desde 2020 y hasta el 2024 es directora de la Facultad de Psicología de la Universidad Nacional Autónoma de México.

## Semblanza biográfica
Es egresada de la Universidad Iberoamericana (UIA), donde obtuvo también la maestría; obtuvo luego el doctorado en psicología social en la UNAM, es experta en adicciones y salud mental, es académica de la Facultad de Medicina y de la Facultad de Psicología, ambas de la Universidad Nacional Autónoma de México, de cuya Junta de Gobierno es miembro desde el 2003. Fue directora del departamento de Investigaciones Epidemiológicas y Psicosociales del Instituto Nacional de Psiquiatría "Ramón de la Fuente Muñiz" hasta el 19 de octubre del 2008; al día siguiente fue nombrada directora general del mismo instituto, en ceremonia que presidió el secretario de Salud Pública, José Ángel Córdova Villalobos.
Es investigadora nivel III del Sistema Nacional de Investigadores y es miembro de El Colegio Nacional, de la Academia Mexicana de Ciencias, de la Academia Nacional de Medicina y del Colegio Nacional de Psicólogos. En el ámbito internacional es miembro de varios comités de asesores de la Organización Mundial de la Salud en las áreas de dependencia de sustancias adictivas y en problemas relacionados con el consumo de alcohol.
También pertenece al Panel Interinstitucional de Prevención de Adicciones de la Organización de Naciones Unidas y a la Junta Internacional de Fiscalización de Estupefacientes del mismo organismo.
El 23 de octubre de 2020 fue designada por la Junta de Gobierno de la UNAM como directora de la Facultad de Psicología, de la misma Universidad, para el periodo 2020-2024.

## Parientes distinguidos
- Su tío Xavier Icaza y López-Negrete (ca. 1880-ca. 1950) fue Ministro de la Suprema Corte de Justicia de la Nación en tiempos (1934-1940) del presidente Lázaro Cárdenas.
- Su tía Ana Güido de Icaza (ca. 1890-ca. 1960) fue destacada escritora y poeta xalapeña.
- Su hermano Eduardo Medina-Mora Icaza fue procurador general de la República (2006-2009), embajador de México ante Reino Unido (2009-2013) y ante Estados Unidos (2013-2015) y ministro de la Suprema Corte de Justicia de la Nación (2015-2019).
- Su primo Manuel Medina-Mora Escalante fue presidente y director general de Banamex, uno de los principales bancos de México y propiedad de Citigroup.
- Su primo Carlos de Icaza fue nombrado Embajador Eminente (2005) y fue Embajador de México en Francia (2007-2012).[2]
- Su sobrino Joaquín Xirau Icaza (1950-1976), hijo de Ana María Icaza Güido y Ramón Xirau Subías, fue un destacado poeta y escritor.